# Fossilt brændstof og brændsel
De fossile brændstoffer (fluid form) og fossile brændsler (fast form) er en energireserve, der har ligget i jorden gennem millioner af år. Her er organisk materiale blevet udsat for et meget højt tryk, og er omdannet til fossile brændstoffer.
De fossile brændsler består hovedsageligt af fossil-kulstof og brint. Når fossil-kulstof og brint reagerer med ilt (oxygen) – frigøres der energi, fordi produkterne af den kemiske reaktion – fossil-CO2 og vand – totalt har en større elektrontæthed end kul, kulbrinter og ilt hver for sig.
De fossile brændsler stammer oprindelig fra et overskud i nettoprimærproduktionen, og de kommer altså enten direkte fra omdannet plantestof eller indirekte fra omdannet, dyrisk stof. De fossile brændstoffer udgør en betydelig del af kulstofkredsløbet.
Fossil (fra (latin): fossa, grav) betyder "hvad der findes ved at grave i jorden". Fossile brændstoffer kan dermed oversættes direkte til opgravede brændstoffer, selvom man i de fleste tilfælde ikke graver efter olie og gas.
Der findes flere typer af fossile brændstoffer og brændsler:
- Tørv
- Brunkul
- Kul
- Olie
- Naturgas
- Tjæresand
- Olieskifer

## En begrænset ressource
En energikrise er en fællesbetegnelse for enhver større mangelsituation i leveringen af energiressourcer til et land. Dette kan tage form af, at energi ikke kan anvendes, eller at voldsomme prisstigninger gør, at energi ikke kan fremskaffes til alle formål. Fossile brændstoffer gendannes så langsomt, at de i princippet ikke er fornybare.
De mest almindelige energikriser er sammenfaldende med de mest almindelige former for energi. Eftersom mere end 90 % af verdens energiforbrug dækkes med fossile brændstoffer, er de mest almindelige energikriser også kriser i leveringen af fossile brændstoffer. Det er dermed leverancerne af olie, kul og naturgas, der primært har været ramt af kriser.
Oliekriser er den mest almindelige form for energikriser i nyere tid. Dette er der en række grunde til:
- For det første er olie i dag det absolut mest væsentlige brændstof til transport. I USA udgør oliebaserede produkter (benzin, flybrændstof, med videre) mere end 97 % af den anvendte energi til transport, på verdensplan er tallet omkring 90 %.
- Nogle eksperter understreger, at Mellemøsten er i besiddelse af 2/3 af verdens beviste oliereserver, og at der kan findes langt mere olie uden for Mellemøsten. Dette er dog en omdiskuteret påstand.
- Endelig understreger nogle eksperter, at tallet for "beviste" reserver i Mellemøsten er et fiktivt tal, bestemt af politiske frem for af geologiske årsager, og at Mellemøsten derfor har langt mindre olie end angivet. Disse to faktorer var stærkt medvirkende til oliekriserne i 1973 og 1979.

## Hvad er drivhuseffekt?
Det vil sige, at Solen opvarmer Jorden, uden at alle varmestrålerne kan komme tilbage ud i rummet på grund af "CO2-skjoldet", som er omkring Jorden. Derfor holdes varmen inde, og temperaturen på Jorden stiger. Derfor kaldes det drivhuseffekt.